# Người Visigoth

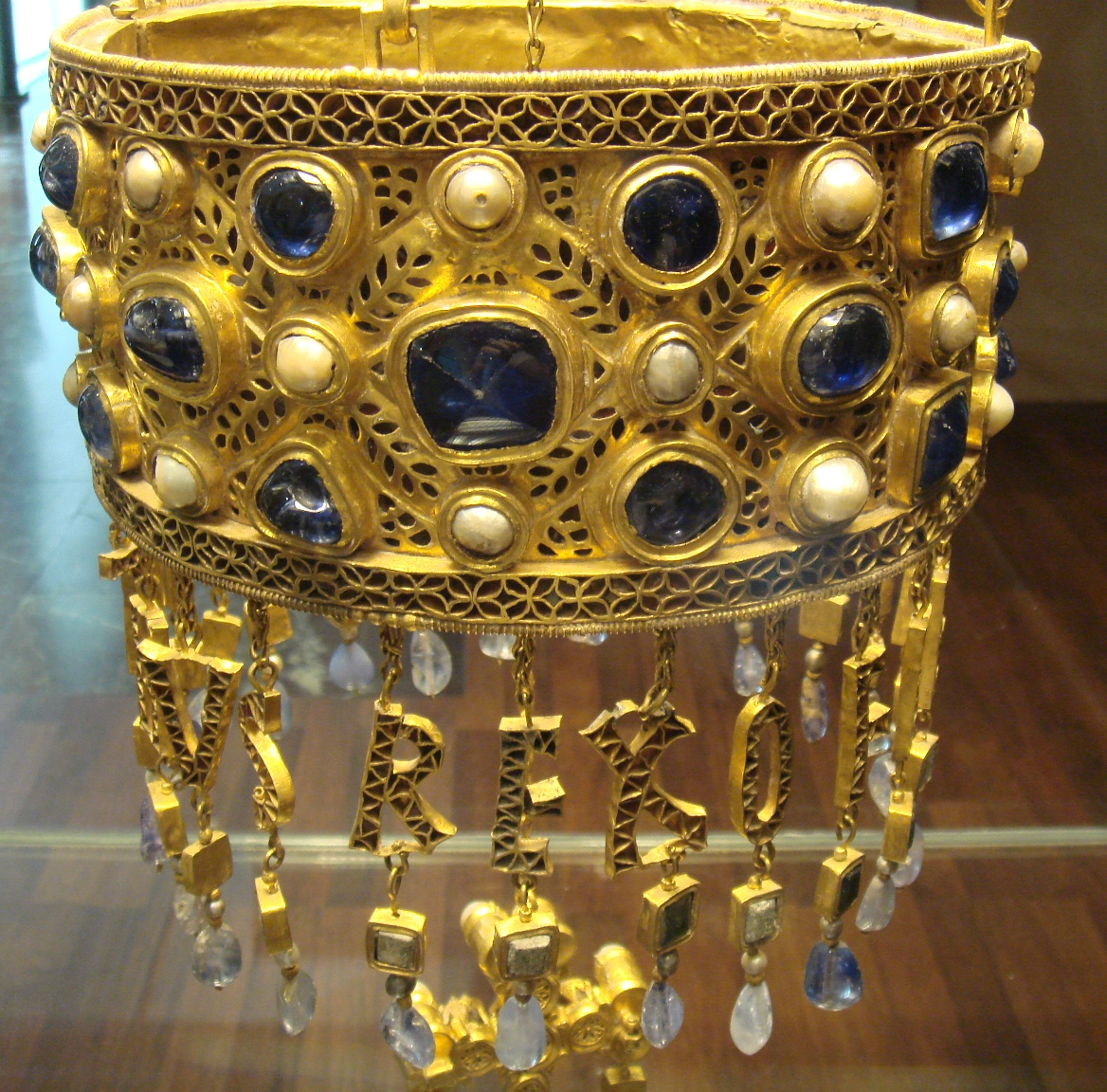
Một vương miện của Recceswinth (653–672), được tìm thấy tại treasure of Guarrazar, Tây Ban Nha. (Bảo tàng Khảo cổ Quốc gia Tây Ban Nha).

Tây Goth là một trong hai nhánh của người Goth, nhánh còn lại là người Đông Goth. Những bộ tộc này thuộc nhóm người Germanic đã phát triển rộng khắp Đế chế La Mã trong Thời kỳ Di cư. Những người Tây Goth bị La Mã hóa nổi lên thành một nhóm người riêng biệt vào thế kỷ 4, ban đầu xuất hiện ở khu vực Balkans, tại đây họ tham gia một vài cuộc chiến với người La Mã. Quân đội Tây Goth dưới chỉ huy của Alaric I đã tới Italia và cướp phá thành Roma năm 410.
Cuối cùng người Tây Goth đã định cư tại Gaul, trở thành foederati của người La Mã, nguyên nhân cho điều này vẫn còn là vấn đề tranh cãi với các học giả. Sau này người Visigoth tách ra và thành lập vương quốc riêng với thủ đô đặt tại Toulouse. Họ dần dà bành trướng quyền lực tới Hispania, thay thế người Vandal và người Alan. Sự thống trị của người Visigoth tại Gaul chấm dứt khi họ bị đánh bại bởi quân đội người Frank dưới sự lãnh đạo của Clovis I. Sau đó chỉ còn lãnh thổ phía bắc Pyrenees mà người Visigoth nắm giữ đó là Septimania, lãnh thổ của vương quốc Visigoth bị hạn chế tới Hispania. Tỉnh này sau đó bị thống trị bởi nhóm nhỏ giới tinh hoa cầm quyền Visigoth.
Vào khoảng năm 589, người Visigoth, dưới quyền của Reccared I, từng là những người theo Kitô giáo Arian, đã chuyển đổi sang Tín điều Nicea để tạo lập sự khác biệt về dân tộc (ngôn ngữ, văn hóa..) với những người Visigoth bị La Mã hóa cũng như những thần dân Hispano-Roman đang dần biết mất. Liber Iudiciorum (hoàn thành năm 654) đã xóa bỏ sự khác biệt về luật pháp giữa người La Mã và người Visigoth, hợp nhất những người Visigoth thành công dân La Mã. Thế kỷ sau đó là sự thống trị bởi hội đồng Toledo và giám mục. Có rất ít tài liệu lịch sử cho thế kỷ thứ 7. Khoảng năm 711 hoặc 712, người Visigoth, bao gồm cả đức vua và rất nhiều các quan lại, bị quân đội xâm lược Ả Rập và Berger giết hại trong trận Guadalete. Vương quốc này nhanh chóng sụp đổ, một hiện tượng đã gây ra những tranh luận cho các học giả liên quan đến nguyên nhân của sự đổ vỡ. Dấu tích của người Goth vẫn tồn tại qua sự sụp đổ, đặc biệt là ở Vương quốc Asturias và Marca Hispanica.
Những dầu tích còn tồn tại của người Goth ở Tây Ban Nha và Bồ Đào Nha là một vài nhà thờ và vài phát hiện khảo cổ, nhưng đáng chú ý nhất là một số lượng lớn tên họ trong tiếng Tây Ban Nha, tiếng Bồ Đào Nha và các ngôn ngữ La Mã khác. Nhiều cái tên  Visigoth: Rodrigo, Ferdinand, Ferdinando, Fernando,...
Người Visigoth là những người đầu tiên thành lập những thành phố mới ở Tây Âu sau sự sụp đổ của Đế quốc La Mã và trước sự nổi lên của người Carolingia. Cho đến cuối thời kỳ trung cổ, di sản lớn nhất của người Visigoth, dù không còn được sử dụng, là bộ luật Liber iudiciorum, đạo luật đã hình thành nên những thủ tục cơ bản của tòa án ở phần lớn bán đảo Iberia trong nhiều thế kỷ sau sự sụp đổ của Vương quốc Goth.
- Các vua Visigoth:

1. Athanaric: 369-381
2. Alaric I: 395 - 410
3. Ataulf: 410 – 415
4. Sigeric: 415 (7 ngày)
5. Wallia: 415 – 419
6. Theodoric I: 418 - 451
7. Thorismund:451 – 453
8. Theodoric II: 453 – 466
9. Euric: 466 – 484
10. Alaric II: 484 – 507
11. Gesalic: 507 – 511
12. Amalaric: 511 – 531; đồng cai trị với Theodoric III Đại đế (511 - 526)
13. Theudis: 531 – 548
14. Theudigisel: 548 – 549
15. Agila I: 549 – 554
16. Athanagild: 554 – 567
17. Liuva I: 568–573; đồng cai trị với Liuvigild
18. Liuvigild: 568 - 586
19. Reccared I: 586 – 601
20. Liuva II: 601– 603
21. Witteric: 603 - 610
22. Gundemar: 610 – 612
23. Sisebuth: 612 – 621
24. Reccared II: 621
25. Suintila: 621 - 631
26. Sisenand: 631 – 636
27. Chintila: 636 - 640
28. Tulga: 640 - 642
29. Chindasuinth: 642 – 653; đồng cai trị với con là Recceswinth (649 - 653)
30. Recceswinth: 653 – 672; đồng cai trị với cha là Chindaswinth (649–653)
31. Wamba: 672 - 680
32. Erwig: 680 - 687
33. Egica: 687 – 702
34. Wittiza: 694 - 710, đồng cai trị với cha 8 năm, cai trị thực sự là 8 năm cho đến khi chết.
35. Ruderic: 710 - 711
36. Achila II: 711 - 714
37. Ardo: 714 - 721

## Liên kết
- Lex Visigothorum. The preface was written in 1908 and should be read with reservations.
- Ammianus Marcellinus